# Lamborghini Asterion
La Lamborghini Asterion LPI 910-4 (con la sigla LPI che sta per Longitudinale Posteriore Ibrido, 910 che sta per i cavalli, 4 che sta per le ruote motrici) è una concept car coupé ibrida prodotta dalla casa automobilistica italiana Lamborghini. È stata presentata in anteprima mondiale al Salone di Parigi nel 2014.

## Nome
Come da tradizione della Lamborghini, ogni nome delle sue vetture richiama una razza di toro o un nome ad esso connesso. Anche la Asterion non fa eccezione nel suo nome, ma presenta una particolarità. Asterion nella mitologia greca è il nome proprio della figura mitologica nota come minotauro, creatura ibrida metà uomo e metà toro che rappresenta metaforicamente l'unione tra ragione e impulsività. Essendo la Asterion una vettura ibrida come la creatura mitologica, la Lamborghini ha deciso così di utilizzare un nome che fosse ricollegabile alla nomenclatura tradizionale.

## Profilo e storia

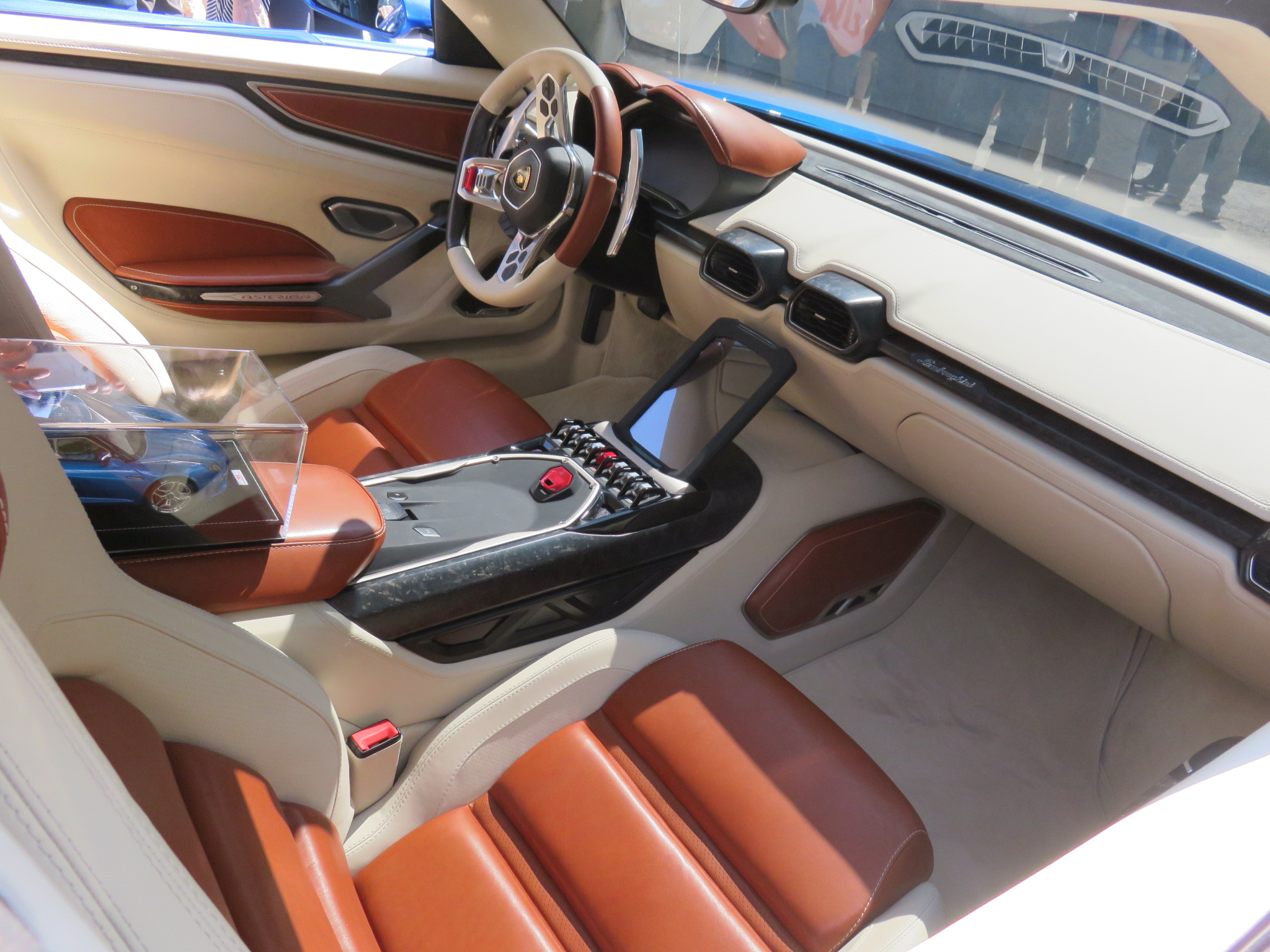
Interni della Asterion

Questo prototipo è il primo veicolo plug-in ibrido (PHEV) del produttore bolognese, progettata dal capo progettista della Lamborghini, Filippo Perini. La Lamborghini ha voluto realizzare un'auto ad alte prestazioni come possibile concorrente della Ferrari LaFerrari da 963 CV, McLaren P1 da 916 CV e della Porsche 918 Spyder da 887 CV.
Lo stile del corpo è neo-rétro, con porte che si aprono a forbice, che si ispirano alla storia del marchio e del suo fondatore Ferruccio Lamborghini, prendendo anche elementi e spunto dalle Lamborghini più rappresentative, iconiche e storiche come la Lamborghini Miura del 1966, Lamborghini Urraco del 1973, Lamborghini Miura Concept del 2006 e la Lamborghini Veneno del 2013.

## Caratteristiche tecniche
Questo veicolo ibrido ricaricabile ha la trazione integrale come sulle recenti creazioni della casa, interni di lusso e cruscotto costituito da un display a cristalli liquidi. La Asterion è alimentata dal V10 aspirato 5.2 litri da 610 CV e 560 Nm della Lamborghini Huracán montato in posizione longitudinale posteriore coadiuvato da 3 motori elettrici nella parte anteriore della vettura, che erogano rispettivamente ognuno 100 CV per un totale di 300 CV, alimentate da batterie agli ioni di litio per un'autonomia in modalità solo elettrica al 100% di carica delle batterie di circa 50 km ad una velocità massima di 125 km/h. La potenza totale scaricata a terra dalle unità elettriche e termica è di 910 CV (610 dal motore termico + 300 da quelli elettrici), con una velocità massima di 320 km/h e un'accelerazione da 0 a 100 km/h che avviene in 3 secondi. Il consumo annunciato dal produttore con ciclo combinato NEDC è di 4,1 l/100 km e per le emissioni di CO2 sono dichiarati 98 g/km. Il telaio è un monoscocca in fibra di carbonio e la carrozzeria è composta da elementi sia in alluminio sia in fibra di carbonio.  I freni sono a disco autoventilati e forati, costruiti in materiale carboceramico. Inoltre è dotata del dispositivo per il recupero dell'energia in frenata (frenata rigenerativa) e di un cambio sequenziale a doppia frizione a 7 rapporti con disposizione a schema transaxle.